# Hôtel de ville de Pori
Ne doit pas être confondu avec Ancienne mairie de Pori.
L'hôtel de ville de Pori (finnois : Porin kaupungintalo) est un bâtiment situé à Pori en Finlande.

## Histoire
L'hôtel de ville de est aussi appelé le Palais de Junnelius.
Ce palais de style néo-Renaissance vénitienne est l'un des bâtiments néorenaissance les plus précieux de Finlande.
Le palais a été conçu par August Krook pour le pharmacien et conseiller municipal Robert Junnelius et pour le consul Hugo Rosenlew. 
Les travaux de construction débutent en 1894 et le bâtiment est terminé en 1895. 
Dans les années 1950 le palais risque la démolition qu'il évitera de justesse.
La ville de Pori l'achète en 1962.
En 2006, Vilhelm Helander et Juha Leiviskä commencent des travaux de restauration dont l'objectif est de redonner à l'édifice son cachet d'origine.

## Galerie

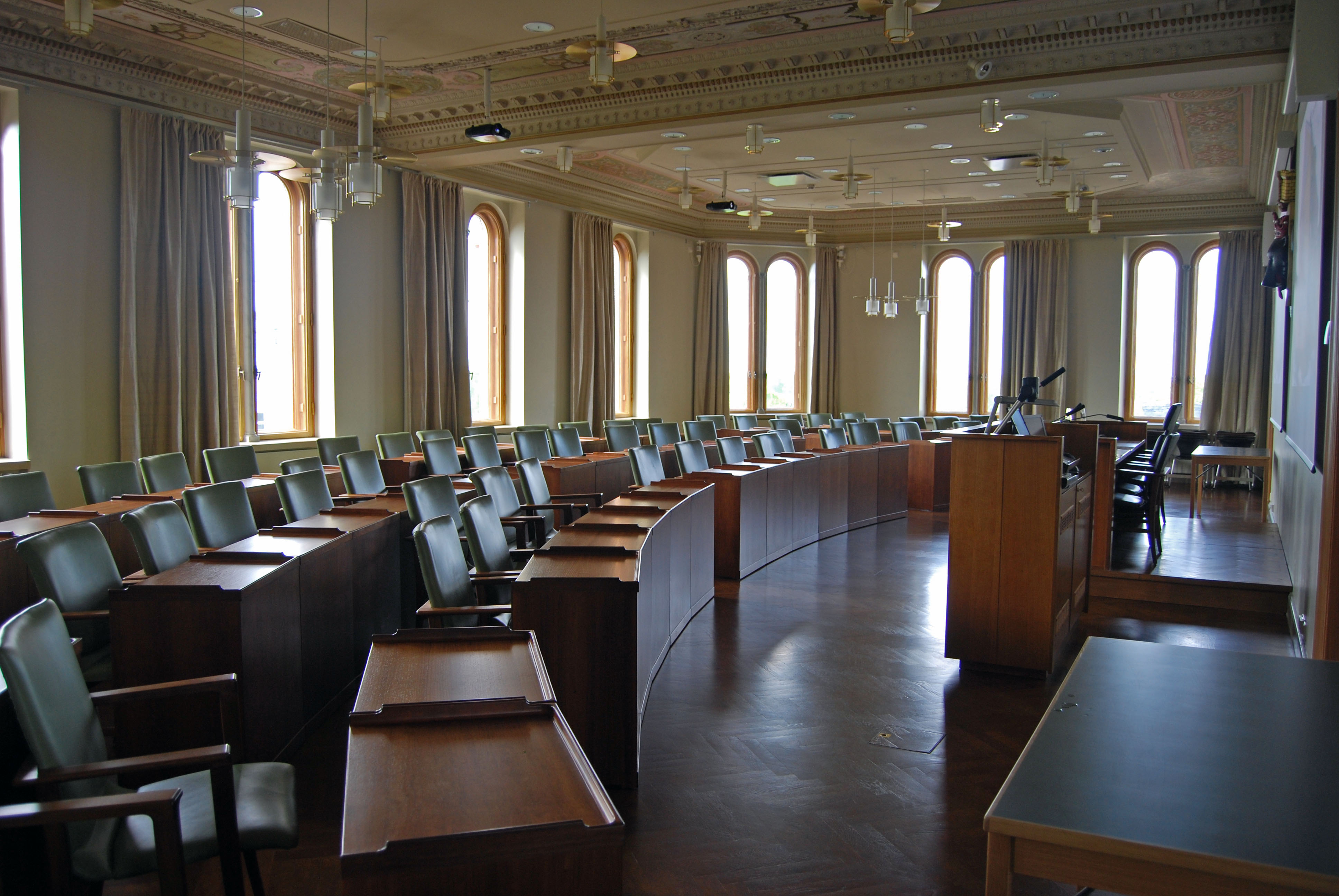
la salle du conseil.
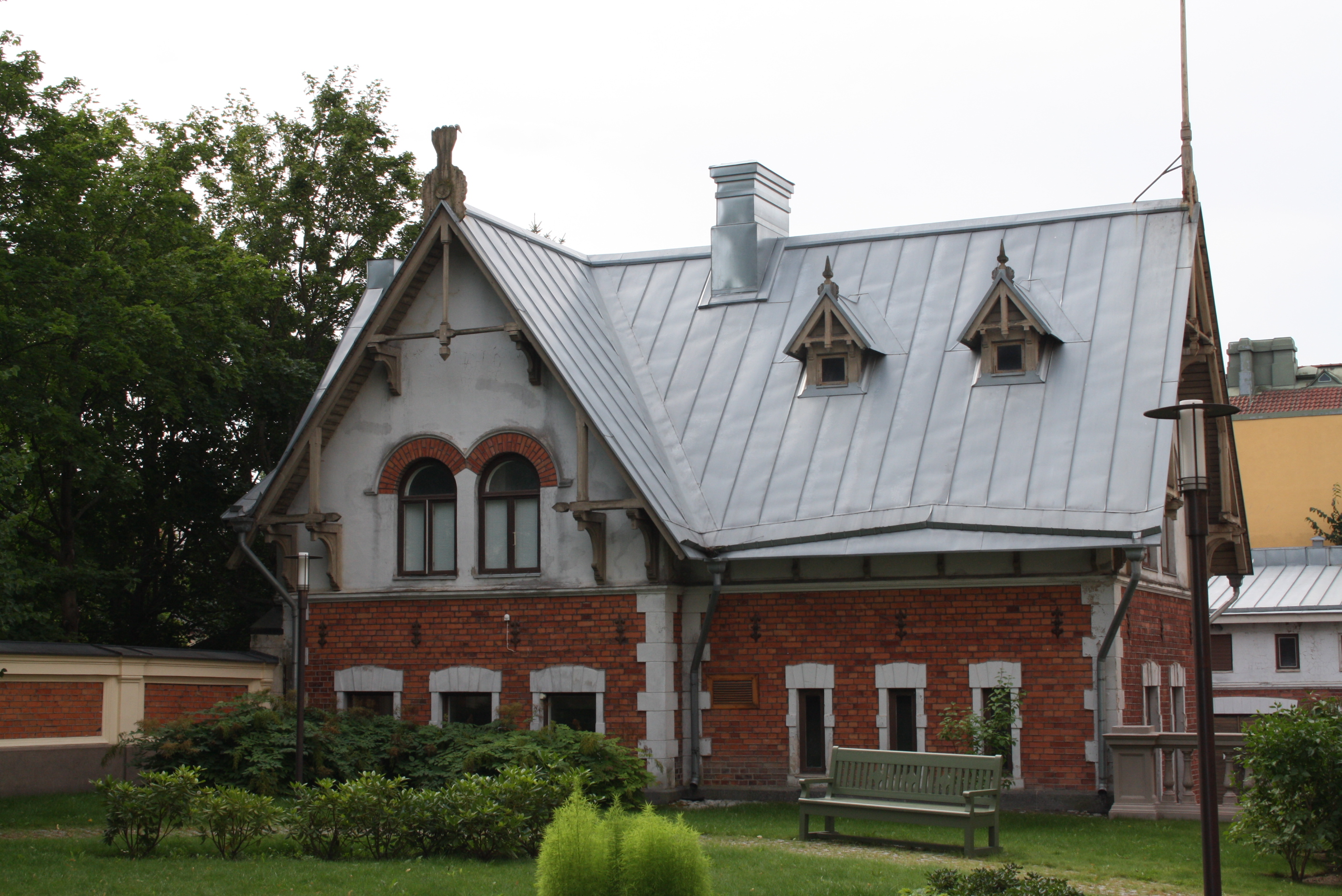
Le pac de l'hôtel de ville.